# Cemeski zaljev
Cemeski zaljev (ili Novorosijski zaljev; rus. Цемесская бухта) je zaljev bez leda smješten na sjeveroistočnoj obali Crnog mora, u Krasnodarskom kraju u Rusiji. Ime je dobio po rijeci Cemes koja se ulijeva u zaljev. Dubina mora varira od 21 do 27 metara. Dužina zaljeva je 15 kilometara; najveća mu je širina 9 kilometara. Omeđuje ga prevlaka Sudžuk i rt Doob.
Iako plovidbu otežava jaka jesenska i zimska bura (do 220 kilometara na sat), starogrčki moreplovci često su obilazili zaljev i na obali osnovali koloniju Bata. Michael Rostovtzeff je to objasnio nedostatkom drugih pristojnih luka duž obale između zaljeva i Batumija na jugu. Tijekom srednjeg vijeka trgovačka obitelj Ghisolfi iz Genove kontrolirala je obalu.
Novorosijsk, koji su osnovali Rusi 1838. kao vojni objekt, glavna je luka u zaljevu. U lipnju 1918. posade sovjetske mornarice potopile su nekoliko brodova Crnomorske flote u zaljevu kako bi izbjegle da ih zarobe Nijemci. Nekoliko značajnih brodoloma dogodilo se u Cemeskom zaljevu, uključujući i brodolom SS admirala Nakhimova 1986. Nakon osnivanja Kaspijskog naftovodnog konzorcija 1992. godine, trgovačka luka Novorossiysk postala je najprometniji naftni terminal u Crnom moru. Južni dio zaljeva, s manjim odmaralištem Kabardinka, upravlja se iz Gelendžika (vidi Gelendžički zaljev).

## Vanjske poveznice
|  | Zajednički poslužitelj ima još gradiva o temi Cemeski zaljev |